# Тамни дукат
Тамни дукат (лат. Lycaena tityrus) врста је лептира из породице плаваца (лат. Lycaenidae).

## Опис врсте
Са горње стране мужјаци се препознају по тамним крилима, а женке по карактеристичној шари.

## Распрострањење и станиште
Среће се на многим ливадским стаништима. Најчешћи је дукат, у Србији и у читавој Европи.

## Биљке хранитељке
Основна биљка хранитељка је велики кисељак.